# Парк Страткона (Оттава)

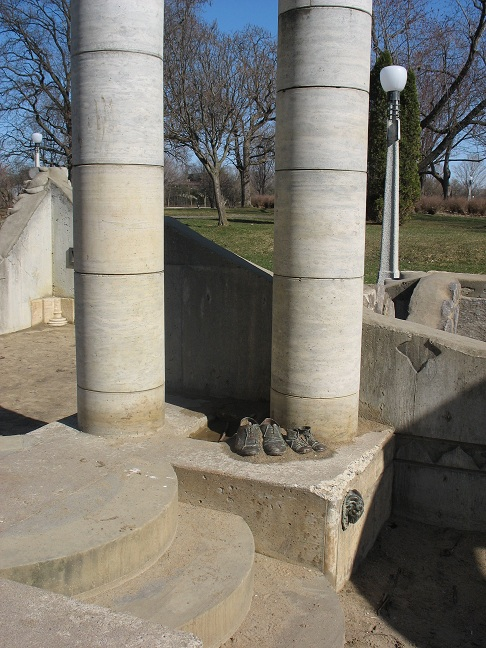
Бронзовые ботинки в составе композиции Стивена Брэтуэйта.

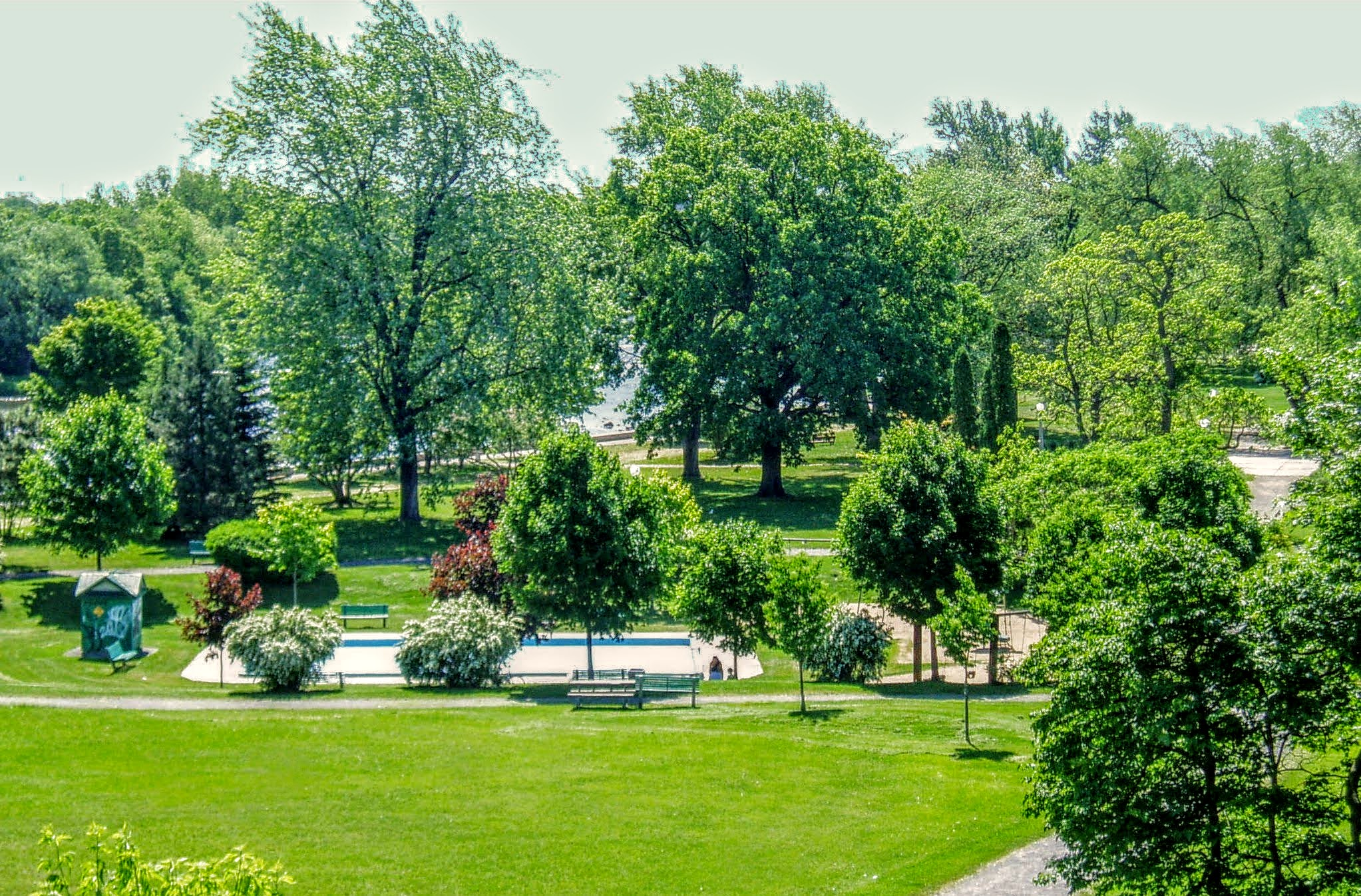
Вид из парка Страткона на юго-восток в сторону реки Ридо

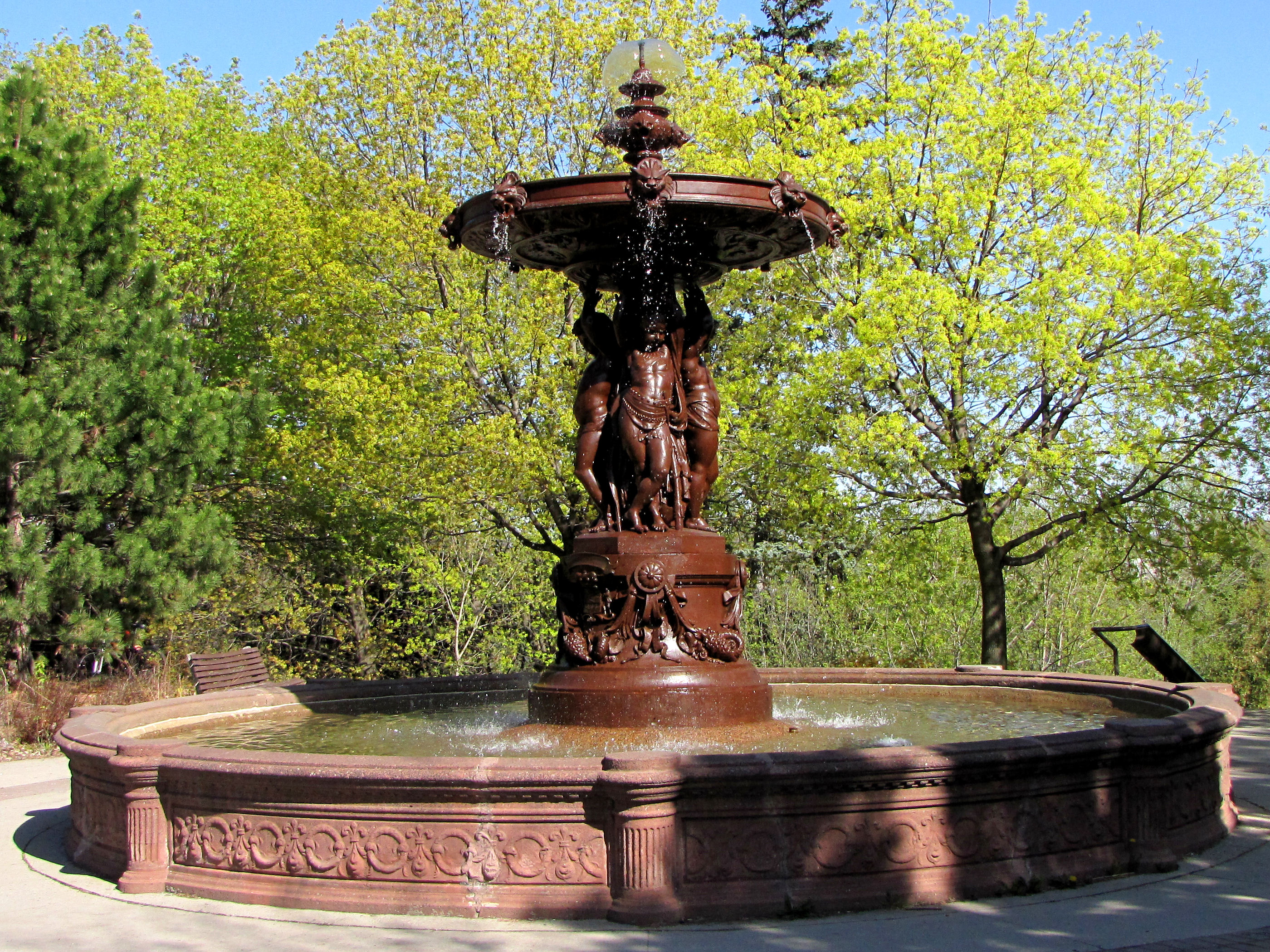
Фонтан лорда Стратконы (сооружён в 1909 г.)

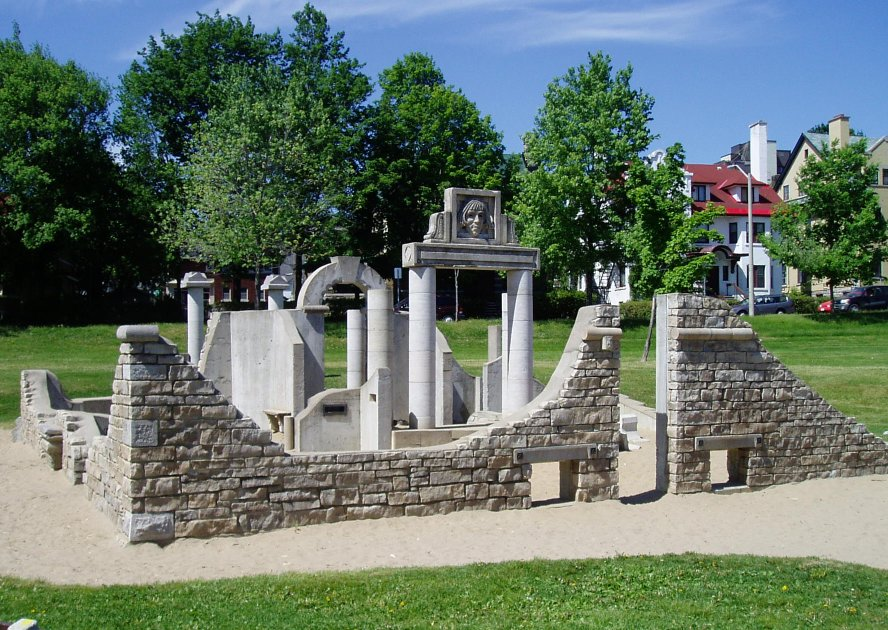
Псевдоруины Стивена Брэтуэйта (сооружены в 1990-е гг.)

Парк Страткона, англ. Strathcona Park — крупный парк в г. Оттава на западном берегу реки Ридо. Является частью восточной границы района Сенди-Хилл.

## История
Изначально на территории парка находилась болотистая равнина вдоль реки. Строительство на её территории было невозможно. Позднее здесь расположилось стрельбище Доминион (Dominion Rifle Range), где солдаты упражнялись в стрельбе перед отправкой на Вторую англо-бурскую войну. В память об этом названа улица Рейндж-роуд (Range Road), образующая западную границу парка. Вдоль этой улицы в настоящее время располагаются около двух десятков посольств, в основном африканских и латиноамериканских стран. Ранее в этих домах проживала элита Оттавы. На северо-восточной оконечности парка, на углу Лорье-авеню и Шарлотт-стрит, находится посольство Российской Федерации (бывшее посольство СССР), а консульство РФ расположено в другом здании на западной стороне парка.
По распоряжению Комиссии по улучшению Оттавы на месте стрельбища в 1904—1907 гг. был образован парк. Он получил название в честь Дональда Смита, лорда Стратконы — канадского предпринимателя и политика, который снарядил на свои деньги собственный полк в англо-бурской войне.
Одной из достопримечательностей парка площадью 6,1 га является фонтан на вершине холма, который подарил городу лорд Страткона в 1909 г., выполненный скульптором Матюреном Моро.
Первоначально парк был спроектирован в стиле типичного английского публичного парка: в нём было несколько небольших прудов, беседок, а также первое в Оттаве поле для гольфа. В 1940-е гг. пруды были засыпаны, так как их содержание обходилось слишком дорого, и заменены неглубоким бассейном. Бейсбольная площадка была сооружена на южной оконечности парка в 1920-е гг., и на протяжении многих лет она оставалась основным местом для бейсбольных игр в Оттаве.
Ранее берега реки Ридо были популярным местом купания, но в настоящее время река довольно сильно загрязнена и купание в ней стало непопулярным. Летом уровень воды в реке достаточно низок, чтобы перейти её вброд к Риверейн-парку (Riverain Park) в Ванье. Непосредственно к югу от парка Страткона располагаются ещё два парка: Датчис-Хоул и Робинсон-Филд. Зимой холм на северной оконечности парка является популярным местом катания на санях и сноуборде.
Парк оставался под управлением Национальной столичной комиссии до 1987 г., когда он перешёл под управление муниципальных властей. В начале 1990-х гг. городские власти провели обновление парка. Одним из дополнений стали сооружения скульптора Стивена Брэтуэйта в виде руин, в которых были использованы фрагменты зданий Парламентского холма, отеля Шато-Лорье и ряда других известных сооружений Оттавы. Среди руин Брэтуэйт поставил несколько скульптур.
С 1986 г. в парке периодически устраивает представления на открытом воздухе Театр «Одиссей» (Odyssey Theatre).